# Boerhavia purpurascens
Boerhavia purpurascens är en underblomsväxtart som beskrevs av Asa Gray. Boerhavia purpurascens ingår i släktet Boerhavia och familjen underblomsväxter. Inga underarter finns listade i Catalogue of Life.